# Wanderer (Cat Power)
Wanderer è il decimo album in studio della musicista americana Cat Power, distribuito in tutto il mondo dall'etichetta Domino il 5 ottobre 2018.
Charlyn Marie Marshall (Il vero nome di Cat Power) ha annunciato Wanderer il 18 luglio 2018, insieme a un video musicale della title track, che ha impostato come introduzione al disco. Il secondo singolo, Woman, con Lana Del Rey, è stato pubblicato il 15 agosto e il terzo singolo, una cover di Stay di Rihanna, è stato pubblicato il 18 settembre. L'album è stato pubblicato su CD, LP, download digitale e servizi di streaming il 5 ottobre 2018, tramite Domino Recording Company. È il suo primo album a non essere pubblicato su Matador Records dal 1996.
In promozione dell'album, Marshall intraprese un tour mondiale iniziato a Riot Fest in settembre. Il 4 ottobre, ha eseguito il singolo Woman in The Late Show con Stephen Colbert.

## Recensioni
Wanderer ha ricevuto recensioni positive al momento della pubblicazione. In Metacritic, che assegna una valutazione normalizzata su 100 alle recensioni dei critici principali, ha ricevuto un punteggio medio di 79 su 100, basato su 26 pubblicazioni, che indica recensioni generalmente favorevoli. Il disco ha anche ricevuto una valutazione media di 7,4 su 10 su AnyDecentMusic. Nella sua recensione di Rolling Stone, il critico Will Hermes ha scritto: Cat Power, rivendica il titolo del suo decimo album, Wanderer con l'autorità di una blueswoman che ha visto un po' di merda, alternativamente trance evocative e schiaffi da loro, proiettando forza chiara e senza compromessi su uno degli insiemi più fragili che abbia mai fatto. Katie Moulton di Consequence ha dichiarato che Wanderer non è né così lacerante come Moon Pix né caleidoscopico come Sun, ma mostra un'artista matura che cavalca le onde di un'esperienza tumultuosa - non meno eccellente per contenere le sue moltitudini.' Jordan Bassett di NME ha dichiarato che questo album è un trionfo silenzioso, il lavoro discreto di un artista che onora se stessa e la sua creatività.
Alexis Petridis di The Guardian ha dichiarato: Si tratta di canzoni complesse, sorprendenti ma di basso profilo: i loro riferimenti costanti al movimento e al viaggio sembrano avere tanto a che fare con la determinazione di Marshall di andare per la propria strada artisticamente - qualsiasi aspettativa gli altri abbiano di lei - come fanno con la vita peripatica di un musicista itinerante. C'è una certa sicurezza e prudenza su Wanderer che suggerisce che Marshall è esattamente dove vuole essere. La scrittrice di AllMusic Heather Phares ha scritto: Tanto tenero quanto intransigente, Wanderer è esattamente l'album che Marshall doveva fare a questo punto della sua carriera e della sua vita, è una delle sue musiche più essenziali, in entrambi i sensi. Elisa Bray di The Independent ha dichiarato: Understated, splendidamente realizzato e sempre emotivamente coinvolgente, Wanderer mostra un artista che ha trovato forza nelle sue convinzioni e un nuovo ritmo di vita. Hal Horowitz di American Songwriter ha definito l'album un riflesso intimo e sfaccettato del suo sempre complesso carattere poco indistinto. Queste canzoni spesso imperscrutabili offrono scorci caleidoscopici in ciò che sembra un personaggio complicato.
Jayson Greene di Pitchfork ha dichiarato: Wanderer trascina solo il più piccolo, parla sottovoce degli echi dei migliori momenti di Cat Power, il che significa che non ti prende al centro delle tue insicurezze più preziose come alcuni dei suoi. Neil McCormick del The Telegraph ha scritto: Wanderer è un album di piccole e peculiari canzoni che non sentirai nei cataloghi di qualcun altro: è sgraziato, strano e talvolta quasi amatoriale. La potenza suonerà sempre leggermente incompiuta, per altri è esattamente quella qualità che fa risuonare i suoi dischi con verità crude.

## Tracce
1. Wanderer – 1:14
2. In Your Face – 4:11
3. You Get – 3:43
4. Woman – 4:50
5. Horizon – 4:24
6. Stay – 3:58
7. Black – 3:56
8. Robbin Hood – 2:10
9. Nothing Really Matters – 3:12
10. Me Voy – 4:00
11. Wanderer / Exit – 2:19